# Біркет-Абу
Біркет-Абу — територія перед палацом Аменхотепа III — царською резиденцією в Малькаті на західному березі Нілу на півдні Фів, на якій знаходилася штучна водойма з пристанню, звана «озером насолоди». Штучна водойма розмірами приблизно 1 005 метрів у ширину і 2 500 м у довжину з'єднувався з Нілом. У процесі робіт при створенні озера були насипані земляні пагорби загальним обсягом близько 30 млн м³, які послужили озеру берегами.